# 高田一也
高田 一也（たかだ かずや、1970年7月20日 - ）は、日本のスポーツインストラクター、ボディビルダー。メディアによっては、はしご高で「髙田 一也」とも表記される。妹は吉川ひなの。

## 来歴
東京都出身。ヴィジュアル系バンドのボーカルとして活動した後、1995年にウエイトトレーニングを開始する。
その後、自身がトレーニングを始めたジムのトレーナーを4年務め、2003年から表参道のゴールドジムでパーソナルトレーナーとして活動。同時にボディビル大会にも出場する。
2011年、新宿御苑の近くでマンツーマン方式のパーソナルトレーニングジム・Tregis（トレジス）を開業する。

## 受賞歴
- 2006年（平成18年） JPC東日大会本優勝 JPCノービス大会優勝
- 2007年（平成19年） JPC東日大会本優勝
- 2007年（平成19年） JPCナショナルズ6位